# 達米亞·阿貝拉
達米亞·阿貝拉（西班牙語：Damià Abella；1982年4月15日—）是一位西班牙足球運動員。在場上的位置是中場。他也代表加泰羅尼亞聯隊參賽。